# Comté de Nairn
Pour les articles homonymes, voir Nairn (homonymie).

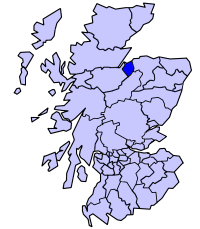
Le comté de Nairn

Le comté de Nairn (en anglais : Nairnshire) est un ancien comté et une région de lieutenance du Nord de l'Écosse, dont la capitale était la ville côtière de Nairn.
Il fait à présent parties de la région administrative des Highlands.